# Vivien Schug
Vivien Schug (* 1998 in Koblenz) ist eine deutsche Schauspielerin.

## Leben
Vivien Schug wurde 1998 in Koblenz geboren und studierte von 2019 bis 2022 Schauspiel an der Internationalen Akademie für Filmschauspiel IAF in Köln. Seit den 2020er Jahren wirkt Schug in Film- und Fernsehproduktionen mit.

## Filmografie
- 2023: Marie Brand und die Ehrenfrauen (Fernsehreihe)
- 2023: Manta Manta – Zwoter Teil
- 2023: Marie Brand und die falsche Wahrheit (Fernsehreihe)
- 2025: Wilsberg: Mit allen Wassern gewaschen (Fernsehreihe)
- 2025: Keine Scheidung ohne Leiche (Fernsehfilm)